# Элькенрот
Элькенрот (нем. Elkenroth) — община в Германии, в земле Рейнланд-Пфальц.
Входит в состав района Альтенкирхен-Вестервальд. Подчиняется управлению Гебхардсхайн. Население составляет 1885 человек (на 31 декабря 2010 года). Занимает площадь 8,15 км².